# Vetenskapsåret 1969

## Händelser

### Astronomiochrymdfart
- 3 mars - USA:s månlandare gör sin första bemannade flygning.
- 17 juli - New York Times tar tillbaka det man skrev om Robert H. Goddard den 13 januari 1920 att "rymdfart är omöjligt".[1]

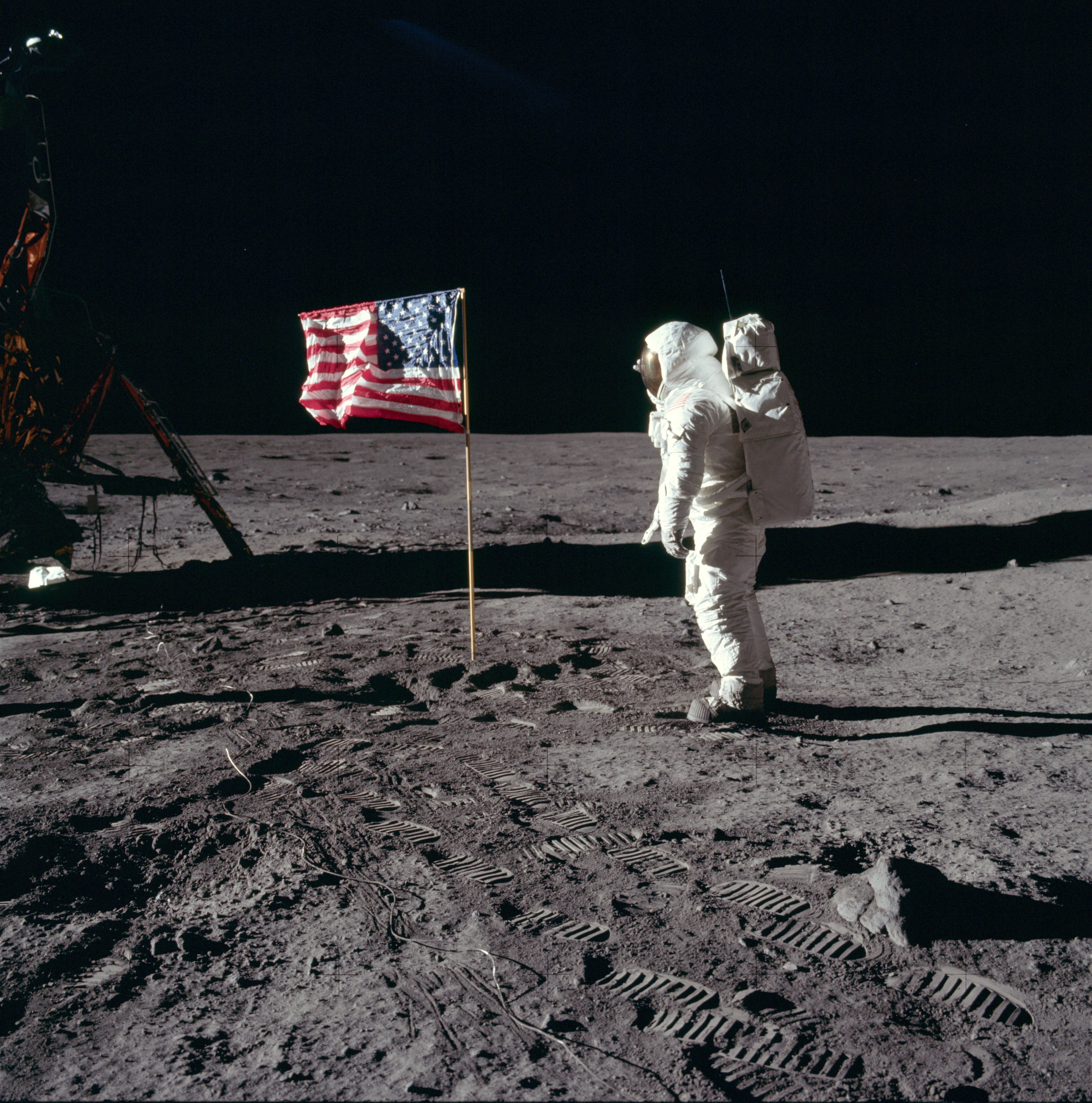
USA först med att skicka människor till månen.

- 20 juli - USA:s rymdexpedition Apollo 11, med tre astronauter, når månen. Neil Armstrong och Buzz Aldrin stiger i månlandaren och landar på månen medan Michael Collins stannar kvar i kommandeoenheten. Neil Armstrong blir den förste människan att sätta sin fot på månen [2].
- 19 november - USA:s rymdexpedition Apollo 12 landar på månen [2].

### Biologi
- Okänt datum - Thomas D. Brock och Hudson Freeze vid Indianas universitet publicerar sina upptäckter av hyperthermofilbakterier, främst Thermus aquaticus, en termofil-bakterie-art som trivs vid temperaturer på 60-80°C i en het källa, i Yellowstone nationalpark.[3]

### Medicin
- Okänt datum - Vaccin mot röda hund godkänns i USA.[4]

- Okänt datum -  Detta antas vara året som AIDS-viruset (HIV) kommer till USA via Haiti.[5]

### Teknik
- 16 oktober - Nils Bohlin erhåller svenskt patent för sitt säkerhetsbälte (Säkerhetssele vid fordon, patent-nr SE 227568,[6] inlämnad 29 augusti 1958)

## Pristagare
- Bigsbymedaljen: Richard Gilbert West [7]
- Copleymedaljen: Peter Medawar
- Ingenjörsvetenskapsakademien utdelar Stora guldmedaljen till Arne Asplund, Gunnar Hägg och Håkan Sterky
- Nobelpriset:[8]
  - Fysik: Murray Gell-Mann
  - Kemi: Derek Barton, Odd Hassel
  - Fysiologi/Medicin: Max Delbrück, Alfred D. Hershey, Salvador E. Luria
- Turingpriset: Marvin Minsky
- Wollastonmedaljen: William Maurice Ewing [9]

## Födda
- 16 december – Adam Riess, amerikansk astrofysiker, nobelpristagare.

## Avlidna
- 9 augusti – Cecil Powell, 65, brittisk fysiker, nobelpristagare.
- 17 augusti – Otto Stern, 81, tysk fysiker, nobelpristagare.

### Fotnoter
1. ↑  Robert H. Goddard. The New York Times. astronauticsnow.com/history/goddard/index.html 090118 astronauticsnow.com
2. 1 2  Så funkar universum, James Muirden
3. ↑  Brock, Thomas D.; Freeze, Hudson (augusti 1969). ”Thermus aquaticus gen. n. and sp. n., a nonsporulating extreme thermophile”. Journal of Bacteriology (American Society for Microbiology) 98 (1):  sid. 289–297. PMID 5781580.
4. ↑  ”Pinkbook | Rubella | Epidemiology of Vaccine Preventable Diseases | CDC” (på amerikansk engelska). www.cdc.gov. 29 mars 2019. https://www.cdc.gov/vaccines/pubs/pinkbook/rubella.html. Läst 3 juli 2019.
5. ↑  AIDS Virus Came to US Via Haiti
6. ↑   patent-nr SE 227568, Svensk Patentdatabas (tc.prv.se) (läst 29 juni 2024)
7. ↑  ”Geological Society”. Arkiverad från originalet den 5 juni 2011. https://web.archive.org/web/20110605101836/http://www.geolsoc.org.uk/gsl/society/history/page753.html. Läst 13 april 2011.
8. ↑  ”Nobelpriset”. http://nobelprize.org/nobel_prizes/lists/all/index.html. Läst 10 april 2011.
9. ↑  ”Geological Society”. Arkiverad från originalet den 5 juni 2011. https://web.archive.org/web/20110605102217/http://www.geolsoc.org.uk/gsl/society/history/page750.html. Läst 14 april 2011.